# Wyspy Cooka na Mistrzostwach Świata w Lekkoatletyce 2015
Wyspy Cooka na Mistrzostwach Świata w Lekkoatletyce 2015 – reprezentacja Wysp Cooka podczas Mistrzostw Świata w Pekinie liczyła 1 zawodniczkę, która nie zdobyła medalu.

## Występy reprezentantów Wysp Cooka
| Konkurencja          | Zawodniczka   | Runda 1  | Runda 1 | Półfinał | Półfinał | Finał    | Finał   |
| Konkurencja          | Zawodniczka   | Rezultat | Pozycja | Rezultat | Pozycja  | Rezultat | Pozycja |
| -------------------- | ------------- | -------- | ------- | -------- | -------- | -------- | ------- |
| Bieg na 100 m kobiet | Patricia Taea | 12,34 SB | 48.     | NQ       | NQ       | NQ       | NQ      |